# Бараниковський
Бараниковський — хутір в Слов'янському районі Краснодарського краю. Центр Протоцького сільського поселення.
Розташовано на лівому березі гирла Протока дельти Кубани, за 11 км північно-західніше Слов'янська-на-Кубані. Рисові чеки.
До складу Протоцького сільського поселення крім хутора Бараниковський входять також: 
- х. Губернаторський (304 чол.)
- х. Нещадимовський (1 489 чол.)
- х. Семисводний (1 062 чол.)

Населення всього 5 680 осіб (2007).